# ニッポン手仕事図鑑
ニッポン手仕事図鑑（にっぽんてしごとずかん）は、日本の伝統工芸や第一産業を映像で紹介する動画メディア。日本全国の職人に寄り添った映像の制作とともに、伝統工芸の後継者インターンシップの開催や販路拡大等の事業を行っている。

## 概要
2015年1月、編集長 大牧圭吾により発足。
地域ごとに様々な個性を持つ日本の、「個性」をつくりだす「手仕事に従事する人々」に焦点を当てる動画メディアとして活動を開始。
全国の手仕事・伝統工芸職人の技術と想いを伝えるドキュメンタリー映像の総本数は90本以上、民間企業・自治体のプロモーション映像制作や移住促進映像なども手掛けている。インタビュアー（大牧）による被写体の想いと魅力を引き出すインタビューと、ビデオグラファーの高い映像制作技術により制作された映像は評価が高く、出演者の新たなビジネスマッチングの場にもなっている。
伝統工芸産業の後継者不足問題に切り込んだ「後継者インターンシップ」は、2021年度から本格始動。1年間で11産地で開催、13名の後継者が誕生、各産地の後継者誕生率は100％となった。インターンシップには全国から職人になりたい学生・社会人総勢428名が応募。インターンシップ情報を掲載する公式LINEアカウント「伝統工芸インターン」には、学生を中心に多くの伝統工芸産業へ就職角度の高い人々が登録している。
他にも、伝統工芸の技術・特徴を活かした商品開発、クラウドファンディングサポート、地域人材の育成につながる「映像制作講座」「WEB制作講座」、日本各地の様々な業種の職人ふたりが語り合うライブ配信番組『Bar KO-BO』、ワークショップなどのイベント、販売、WEB制作、写真撮影、グラフィック制作など、産地が抱える課題に寄り添う取り組みを多数展開。移住促進や、地域のプロジェクト発信、その他地域独自のメディアなどを発信するため、秋田県鹿角市の『スコップ』、青森県三戸郡の『サンノワ』、オンラインマガジンの『ふたりごと文庫』を運営。2017年、『子どものためのニッポン手仕事図鑑』を出版。2019年、ニッポン手仕事図鑑初の映像コンペティション『ニッポンものづくりフィルムアワード』を開催。
編集長 大牧圭吾は2020年4月、総務省が定める「地域力創造アドバイザー」に就任。伝統工芸産業への深い知識と、映像制作等でのインタビュアー経験から、多数の講演・イベントに講師・ゲスト・インタビュアーとして登壇。2022年10月から、産業能率大学の非常勤講師として講義開始予定。

## 沿革
- 2015年（平成27年）ニッポン手仕事図鑑開始。
- 2015年（平成27年）ニッポン手仕事図鑑のプロジェクトが評価され、「ものづくり補助金」が採択。
- 2017年（平成29年）2周年感謝イベント「えん会」開催。
- 2017年（平成29年）秋田県鹿角市にサテライトオフィスを開設。[2]
- 2017年（平成29年）9月23日『子どものためのニッポン手仕事図鑑』を出版[1]。
- 2017年（平成29年）秋田県鹿角市で高校3校の生徒とPTA連合会会員約230名に向けて編集長大牧が講演。
- 2018年（平成30年）「伝統的工芸品産業支援補助金」採択。長野県工芸品の本格的サポートへ。
- 2018年（平成30年）『子どものためのニッポン手仕事図鑑』が「北海道青少年のための200冊」に選定。
- 2019年（平成31年）株式会社ニッポン手仕事図鑑として法人化。
- 2019年（平成31年）江戸東京きらりプロジェクト「東京100年企業フォーラム～伝統の技の100年先を考える～」編集長大牧が登壇。
- 2019年（令和1年）ニッポンものづくりフィルムアワード表彰式をホテル雅叙園にて開催。
- 2020年（令和2年）アパレルブランド「wjk」×錫師「錫光」のコラボレーションによるノベルティグッズをニッポン手仕事図鑑が初プロデュース。
- 2020年（令和2年）編集長大牧が、総務省認定の『地方力創造アドバイザー』に就任。
- 2020年（令和2年）秋田県鹿角市の夏祭り、「花輪ばやし」、「毛馬内盆踊り」のライブ配信をニッポン手仕事図鑑の映像技術を使い実現。
- 2020年（令和2年）伝統的工芸品産業振興協会ITコンサルタントに就任
- 2020年（令和2年）伝統工芸職人が語り合うライブ配信番組「Bar KO-BO」スタート（期間限定）
- 2021年（令和3年）「子どものためのニッポン手仕事図鑑」が2021年度版中学2年生の国語の教科書（光村図書）に掲載
- 2021年（令和3年）ジャパネット＆ニッポン手仕事図鑑コラボ番組「ニッポンモノづくり職人探訪」放映
- 2021年（令和3年）「家庭画報」とコラボレーションし、博多織・小石原焼の新商品を９つ開発
- 2021年（令和3年）ニッポン手仕事図鑑公式LINEアカウント「伝統工芸インターン」開設
- 2021年（令和3年）名古屋市・福岡県・佐賀県・長野県・福島県の全11産地にて、後継者インターンシップを開催
- 2021年（令和3年）老舗活版印刷会社・築地活字にてクラウドファンディングを実施、目標達成率：573％
- 2022年（令和4年）滋賀県米原市にて「まいばらメモリアル動画コンテスト」を開催
- 2022年（令和4年）宮崎県高鍋町にて「未来に残したい#たかなべスマホ動画コンテスト」を開催
- 2022年（令和4年）「『東京手仕事』プロジェクト」商品発表会に大牧がインタビュアーとして登壇
- 2022年（令和4年）「伝統工芸ミライ創造事業」オープニングイベントに登壇

## 運営
株式会社ファストコムが運営している。2010年に創業。WEB事業、映像事業、メディア事業、建助事業（駐車場コーディネート事業）、新規事業推進部、店舗ソリューション事業を運営。

## その他運営サイト
- スコップ　秋田県鹿角市を活性化させるためスタート。地方の課題である人口流出や情報発信不足の解決のため地元の高校生にライターとして地元の魅力を発信してもらうメディア
- ひとことめぐり商店　日本の職人の商品を提供するオンラインショップ（一時休止中）
- ぼくらの工房探し　全国の工房にするのに適した空き家を検索できるサイト（一時休止中）
- ふたりごと文庫[3]　地元の活動や魅力を誰でも記事として発信することができるメディア。
- ふたりごと文庫編集室[4] 「地域活性化×情報発信」をコンセプトに情報発信に興味のある全国の大学生を集めたふたりごと文庫から派生したオンラインサロン。全国を巡りながら、ワカモノ×ヨソモノだからこその視点での取材なども行う。
- てほんびと　手仕事を専門とした求人情報サイト（一時休止中）

## 発行書籍
- 子どものためのニッポン手仕事図鑑：2017年9月出版。監修　大牧圭吾。（オークラ出版）ISBN 978-4-7755-2694-1

日本の未来に残していきたい手仕事を、 職人さんのインタビューとともに紹介していく、小学校向けの仕事図鑑。

## メディア掲載
- ジャパンタイムズ　（2016年9月5日）[5]
- 日本経済新聞　（2018年5月1日）[6]
- BS-TBS「夢の鍵」（2017年2月11日）[7]
- テレビ東京系列「ウソのような本当の瞬間30秒後に絶対見られるTV」[8]
- 玄光社「ビデオSALON」（2018年6月号）[9]
- ハフィントンポスト（2016年8月13日）[10]
- TOKYO FM「BlueOcean」（2017年10月3日）[11]
- KBS京都 「笑福亭晃瓶のほっかほかラジオ」（2020年9月）
- 八十二文化財団の機関誌「地域文化」（2021年10月）
- Bridgine（2021年10月）
- ふくおか経済（2021年12月）
- 西日本新聞（2021年12月）
- SBC信越放送（2022年1月31日）
- 中日新聞（2022年2月1日）
- 三井住友カード隔月刊誌「VISA」７・８月号（2022年７月）
- 長野県飯山市広報誌６月号（2022年6月）
- 長野県飯山市広報誌7月号（2022年7月）